# Bazien
Bazien est une commune française située dans le département des Vosges en région Grand Est.

## Géographie

### Géologie et relief
La commune se compose de 245,46 hectares de territoires agricoles (76,95 %) et 73,11 hectares de forêts et milieux semi-naturels (22,92 %).

### Hydrographie et les eaux souterraines
Hydrogéologie et climatologie : Système d’information pour la gestion des eaux souterraines du bassin Rhin-Meuse :
Territoire communal : Occupation du sol (Corinne Land Cover); Cours d'eau (BD Carthage),
Géologie : Carte géologique; Coupes géologiques et techniques,
 Hydrogéologie : Masses d'eau souterraine; BD Lisa; Cartes piézométriques.
La commune est située dans le bassin versant du Rhin au sein du bassin Rhin-Meuse. Elle est drainée par le ruisseau de Nossoncourt et le ruisseau de Ville,.

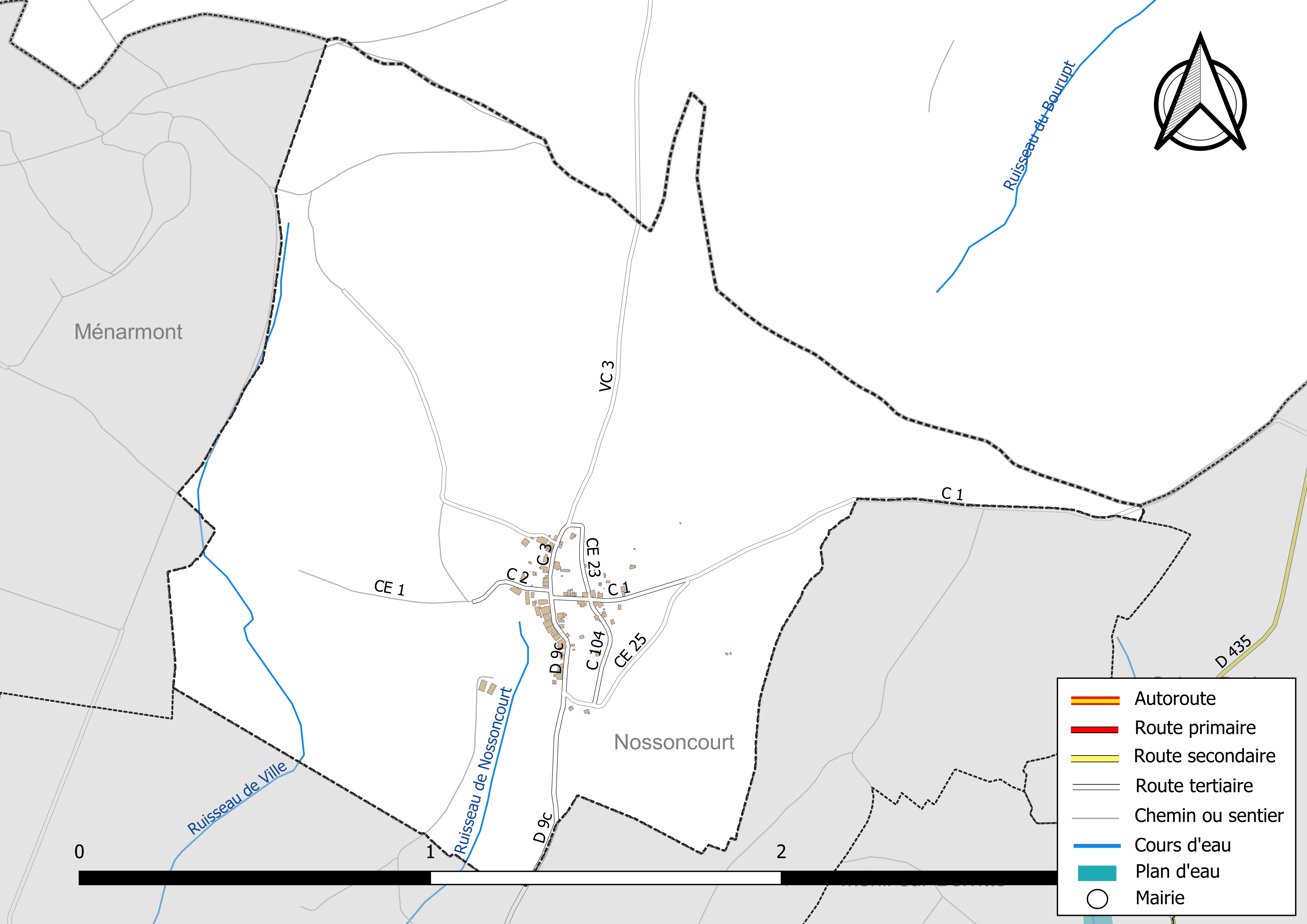
Réseaux hydrographique et routier de Bazien.

### Climat
Pour des articles plus généraux, voir Climat du Grand Est et Climat des Vosges.
En 2010, le climat de la commune est de type climat des marges montargnardes, selon une étude du Centre national de la recherche scientifique s'appuyant sur une série de données couvrant la période 1971-2000. En 2020, Météo-France publie une typologie des climats de la France métropolitaine dans laquelle la commune est exposée à un climat semi-continental et est dans la région climatique  Vosges, caractérisée par une pluviométrie très élevée (1 500 à 2 000 mm/an) en toutes saisons et un hiver rude (moins de 1 °C). 
Pour la période 1971-2000, la température annuelle moyenne est de 9,6 °C, avec une amplitude thermique annuelle de 17,1 °C. Le cumul annuel moyen de précipitations est de 945 mm, avec 13,1 jours de précipitations en janvier et 10 jours en juillet. Pour la période 1991-2020, la température moyenne annuelle observée sur la station météorologique de Météo-France la plus proche, « Roville », sur la commune de Roville-aux-Chênes à 6 km à vol d'oiseau, est de 10,3 °C et le cumul annuel moyen de précipitations est de 833,3 mm. 
La température maximale relevée sur cette station est de 40 °C, atteinte le 25 juillet 2019 ; la température minimale est de −24,5 °C, atteinte le 2 janvier 1971,,. 
Les paramètres climatiques de la commune ont été estimés pour le milieu du siècle (2041-2070) selon différents scénarios d'émission de gaz à effet de serre à partir des nouvelles projections climatiques de référence DRIAS-2020. Ils sont consultables sur un site dédié publié par Météo-France en novembre 2022.

## Urbanisme

### Typologie
Au 1er janvier 2024, Bazien est catégorisée commune rurale à habitat très dispersé, selon la nouvelle grille communale de densité à sept niveaux définie par l'Insee en 2022.
Elle est située hors unité urbaine. Par ailleurs la commune fait partie de l'aire d'attraction de Rambervillers, dont elle est une commune de la couronne,. Cette aire, qui regroupe 15 communes, est catégorisée dans les aires de moins de 50 000 habitants,.

### Occupation des sols
L'occupation des sols de la commune, telle qu'elle ressort de la base de données européenne d’occupation biophysique des sols Corine Land Cover (CLC), est marquée par l'importance des territoires agricoles (77 % en 2018), en diminution par rapport à 1990 (80 %). La répartition détaillée en 2018 est la suivante : 
terres arables (39,4 %), prairies (37,6 %), forêts (22,9 %), milieux à végétation arbustive et/ou herbacée (0,1 %). L'évolution de l’occupation des sols de la commune et de ses infrastructures peut être observée sur les différentes représentations cartographiques du territoire : la carte de Cassini (XVIIIe siècle), la carte d'état-major (1820-1866) et les cartes ou photos aériennes de l'IGN pour la période actuelle (1950 à aujourd'hui).

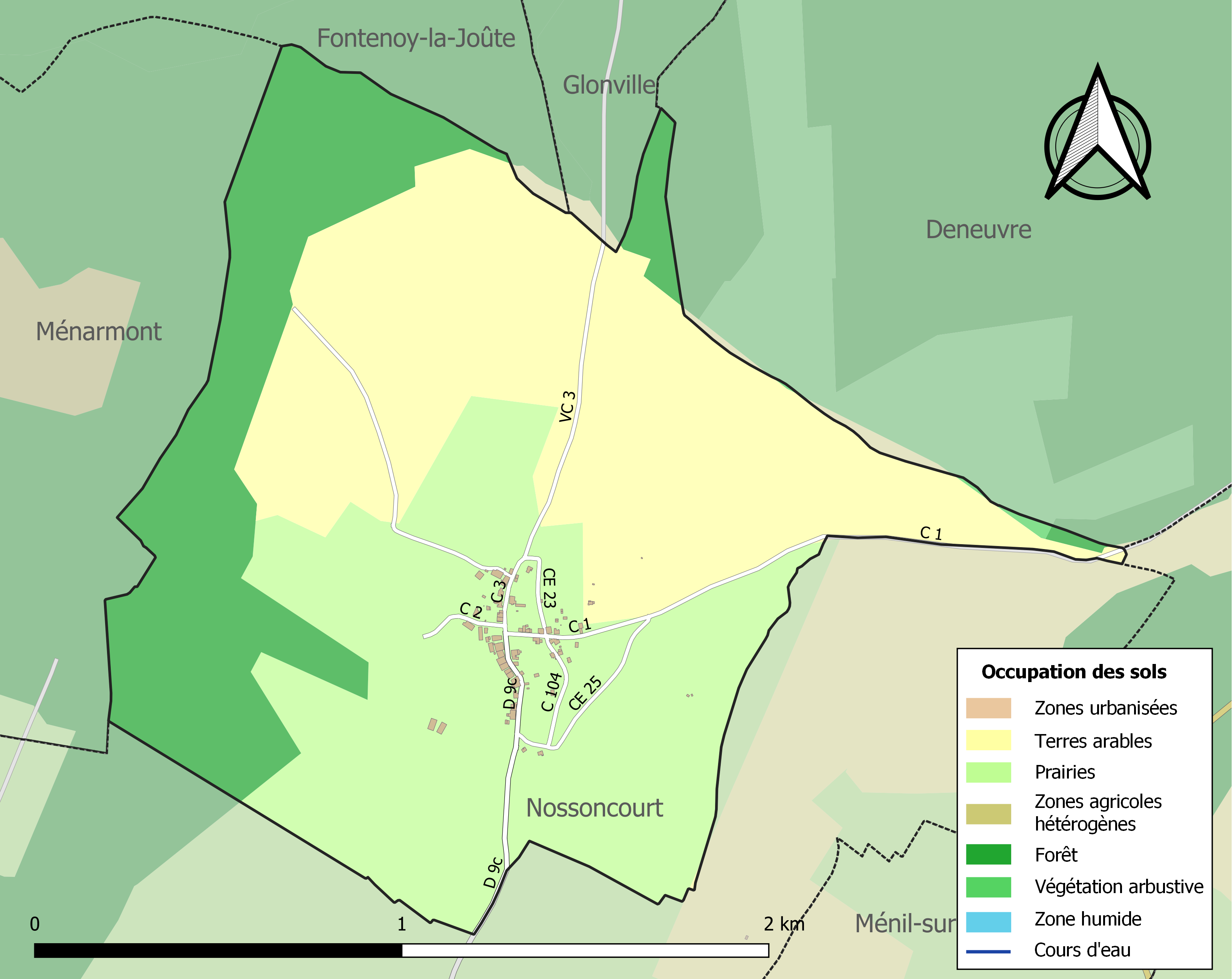
Carte des infrastructures et de l'occupation des sols de la commune en 2018 (CLC).

### Voies de communications et transports

#### Voies routières
- D 9d vers Nossoncourt, Anglemont[15].
- D 935 vers Baccarat.

#### Transports en commun
- Fluo Grand Est.

#### Lignes SNCF
- Gare de Baccarat
- Gare de Bertrichamps
- Gare de Thiaville
- Gare d'Azerailles
- Gare de Chenevières

#### Transports aériens
- L'Aéroport d'Épinal-Mirecourt « Vosges Aéroport ».

À partir de l'été 2021, l’aéroport d’Épinal-Mirecourt est devenu le "pélicandrome" de la Zone Est et servira ainsi de base de ravitaillement et d’intervention pour les avions bombardiers d’eau connus sous le nom de Dash 8.

## Toponymie
Le nom de la localité est attesté sous les formes Baisiens ( à lire * Barsien ) (1350) ; Barzien (1396) ; Barrezeium (XIVe siècle) ; Basien (1404) ; Barsien (1415) ; Barresien (1419) ; Baizien (1490) ; Baysien (1510) ; Bazien (1526) ; Bazin (1656) ; Basien (1768).

Du nom de lieu Bar (voir Bar le Duc ) et du suffixe roman -icianum : ( vicum ) *Barricianum « village du Barrois ».

Avec le  sens de « sommet, cime », le gaulois barro (à comparer au vieil irlandais barr, au gallois et cornique bar, de même sens) est à l’origine de nombreux toponymes de formes simples ou composées.
Selon Pierre-Henri Billy, la commune tire son nom d'un propriétaire du lieu appelé Barisius.

## Histoire
Bazien faisait partie du ban de Nossoncourt et appartenait au Bailliage de Lunéville. Il existait autrefois une chapelle dans la commune, mais on n’y trouve pas d’église. Jean-Baptiste est le saint patron du village. Au spirituel, Bazien dépendait de la cure de Nossoncourt.
De 1790 à l’an IX, Bazien était comprise dans le canton de Nossoncourt.
La commune de Bazien était en ruines après les bombardements de la Première Guerre mondiale,.

## Politique et administration
| Période                                  | Période      | Identité                      | Étiquette | Qualité                   |
| ---------------------------------------- | ------------ | ----------------------------- | --------- | ------------------------- |
| Les données manquantes sont à compléter. |              |                               |           |                           |
| 1947                                     | mars 1989    | Camille Toussaint             |           |                           |
| Les données manquantes sont à compléter. |              |                               |           |                           |
| mars 2001                                | mars 2008    | Gilbert Gosgnack              | DVD       |                           |
| mars 2008                                | février 2011 | Gérard Valbonetti (1950-2011) |           | Décédé en cours de mandat |
| avril 2011                               | mars 2014    | Jean-Marie Euriat             |           | Cadre agricole retraité   |
| mars 2014                                | En cours     | Michel Toussaint              |           | Ancien cadre              |

### Budget et fiscalité 2023
En 2023, le budget de la commune était constitué ainsi :
- total des produits de fonctionnement : 83 000 €, soit 1 038 € par habitant ;
- total des charges de fonctionnement : 71 000 €, soit 882 € par habitant ;
- total des ressources d'investissement : 0 €, soit 0 € par habitant ;
- total des emplois d'investissement : 298 000 €, soit 474 € par habitant ;
- endettement : 0 €, soit 6 € par habitant.

Avec les taux de fiscalité suivants :
- taxe d'habitation : 28,28 % ;
- taxe foncière sur les propriétés bâties : 49,76 % ;
- taxe foncière sur les propriétés non bâties : 34,74 % ;
- taxe additionnelle à la taxe foncière sur les propriétés non bâties : 0,00 % ;
- cotisation foncière des entreprises : 0,00 %.

Chiffres clés Revenus et pauvreté des ménages en 2021 : médiane en 2021 du revenu disponible, par unité de consommation.

## Population et société

### Démographie

#### Évolution démographique
Ses habitants sont appelés les Bariziens. Ce gentilé a été adopté début 2013.
L'évolution du nombre d'habitants est connue à travers les recensements de la population effectués dans la commune depuis 1793. Pour les communes de moins de 10 000 habitants, une enquête de recensement portant sur toute la population est réalisée tous les cinq ans, les populations de référence des années intermédiaires étant quant à elles estimées par interpolation ou extrapolation. Pour la commune, le premier recensement exhaustif entrant dans le cadre du nouveau dispositif a été réalisé en 2004.

En 2022, la commune comptait 79 habitants, en évolution de +2,6 % par rapport à 2016 (Vosges : −2,96 %, France hors Mayotte : +2,11 %).
| 1793 | 1800 | 1806 | 1821 | 1831 | 1836 | 1841 | 1846 | 1856 |
| ---- | ---- | ---- | ---- | ---- | ---- | ---- | ---- | ---- |
| 180  | 206  | 229  | 282  | 307  | 301  | 278  | 288  | 229  |

| 1861 | 1866 | 1876 | 1881 | 1886 | 1891 | 1896 | 1901 | 1906 |
| ---- | ---- | ---- | ---- | ---- | ---- | ---- | ---- | ---- |
| 236  | 237  | 250  | 238  | 216  | 219  | 188  | 179  | 187  |

| 1911 | 1921 | 1926 | 1931 | 1936 | 1946 | 1954 | 1962 | 1968 |
| ---- | ---- | ---- | ---- | ---- | ---- | ---- | ---- | ---- |
| 171  | 131  | 134  | 109  | 114  | 97   | 83   | 79   | 79   |

| 1975 | 1982 | 1990 | 1999 | 2004 | 2006 | 2009 | 2014 | 2019 |
| ---- | ---- | ---- | ---- | ---- | ---- | ---- | ---- | ---- |
| 48   | 48   | 52   | 46   | 80   | 84   | 90   | 81   | 80   |

| 2022 | - | - | - | - | - | - | - | - |
| ---- | - | - | - | - | - | - | - | - |
| 79   | - | - | - | - | - | - | - | - |

### Enseignement
Établissements d'enseignements :
- Écoles maternelles et primaires à Ménil-sur-Belvitte, Baccarat, Domptail, Baccarat, Fontenoy-la-Joûte.
- Collèges à Baccarat, Rambervillers, Raon-l'Étape, Gerbéviller.
- Lycées à Roville-aux-Chênes, Raon-l'Étape, Bruyères, Lunéville.

### Santé
Professionnels et établissements de santé :
- Médecins à Baccarat, Azerailles, Rambervillers, Bertrichamps, Magnières, Raon-l'Étape, Saint-Clément.
- Pharmacies à Baccarat, Rambervillers, Magnières, agnières, Raon-l'Étape, Saint-Clément.
- Hôpitaux à Baccarat, Rambervillers, Raon-l'Étape, Badonviller, Senones.

### Cultes
- Culte catholique, Paroisse Notre-Dame-de-la-Mortagne[36], Diocèse de Saint-Dié.

## Économie

### Entreprises et commerces

#### Agriculture
- Élevage de volailles.
- Élevage d'autres bovins et de buffles.
- Exploitation forestière.

#### Tourisme
Bazien est membre de la Communauté de communes de la Région de Rambervillers, adhérente au Pôle d'équilibre territorial et rural (PETR) du Pays d’Épinal Cœur des Vosges, dont l’une des missions est la promotion du patrimoine local. Depuis 2014, une partie du territoire du Pays d’Épinal est labellisée Pays d’art et d’histoire.
- Gîte de France[38].
- Hébergement touristique et autre hébergement de courte durée.
- Hébergements et restauration à Baccarat, Saint-Pierremont, Rambervillers, Jeanménil, Raon-l'Étape.

#### Commerces
- Commerces et services de proximité[39].

### Activités-soutiens
L'association ADMR Rambervillers intervient sur la commune de Bazien.

## Culture locale et patrimoine

### Lieux et monuments

Village en ruines. Photos prises le 27 août 1915
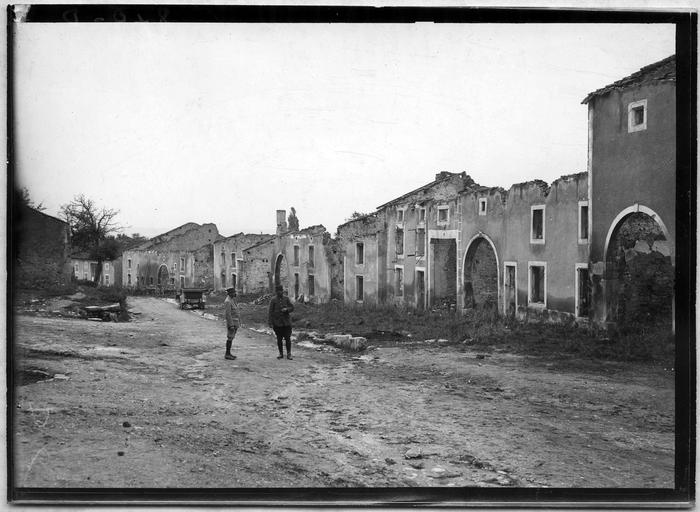
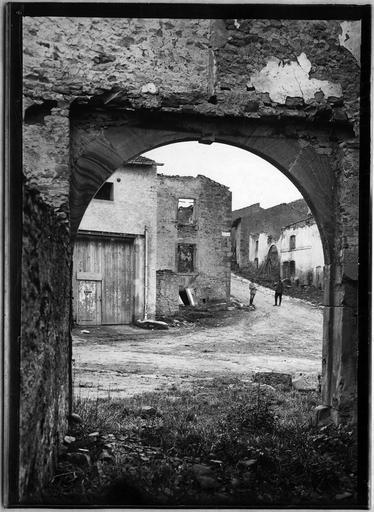
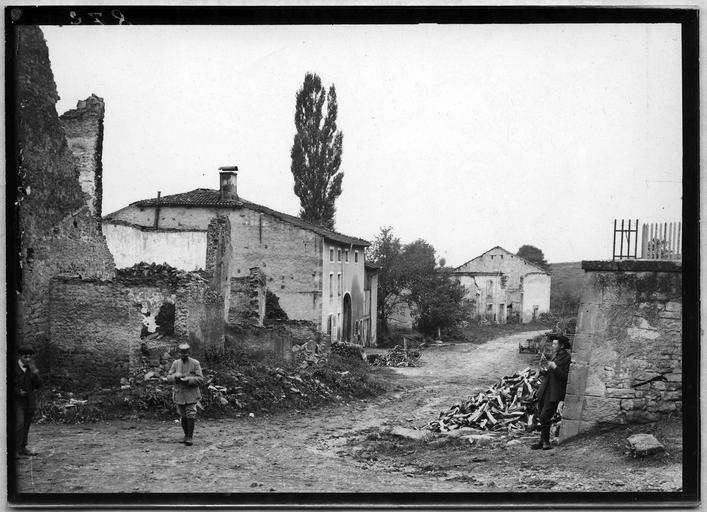
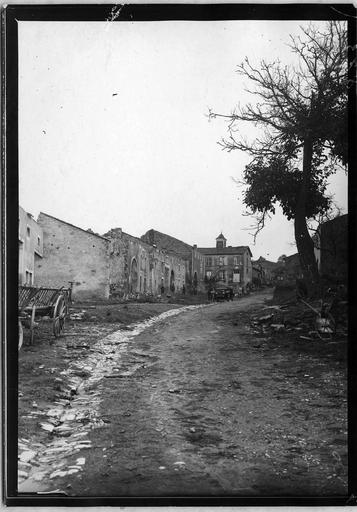

- Construction de la mairie en 1879[41].
- Fontaines[42].
- Village en ruine à la suite de la Première Guerre mondiale[43],[44],[45].
- Monument aux morts[46],[47].

Début 2017, la commune est « réputée sans clochers ».

### Personnalités liées à la commune
- Médaillés de Sainte-Hélène[48].

## Pour approfondir